# 9e étape du Tour d'Italie 2024
Pour un article plus général, voir Tour d'Italie 2024.
La 9e étape du Tour d'Italie 2024 se déroule le dimanche 12 mai 2024 entre Avezzano dans les Abruzzes et Naples en Campanie sur une distance de 214 km.

## Parcours
Au départ d'Avezzano, au pied des Apennins, le parcours de cette longue étape relativement plate prend la direction du sud pour atteindre les côtes de la mer Tyrrhénienne, le Monte di Procida (col de 4e catégorie) en face de l'île d'Ischia et la baie de Naples avant une arrivée dans la cité napolitaine. Cette étape précède la première journée de repos.

## Déroulement de la course
Dès le début de l'étape, les deux coéquipiers italiens de la Polti-Kometa Andrea Pietrobon et Mirco Maestri font la course en tête et comptent un avantage maximal de presque cinq minutes sur le peloton. Les deux fuyards sont repris à 27 kilomètres de l'arrivée par l'avant-garde du peloton emmenée par le Français Julian Alaphilippe (Soudal Quick-Step). Ensuite, un groupe de six puis de sept hommes devance le peloton de quelques secondes. À 20 km du terme, Alaphilippe et son compatriote Ewen Costiou (Arkéa B&B Hotel) se portent en tête pendant une dizaine de kilomètres. Costiou repris, Alaphilippe continue seul pendant deux kilomètres supplémentaires mais il est dépassé par Jhonatan Narváez (Ineos Grenadiers) sorti du peloton à 7,7 km du terme. L'Équatorien, premier maillot rose de ce Giro, tente de résister au retour du peloton emmené dans le dernier kilomètre par Tadej Pogačar pour son équipier Sebastián Molano. Mais Narváez est dépassé par les sprinteurs à quelques mètres de ligne d'arrivée. Le Néerlandais Olav Kooij l'emporte devant le maillot cyclamen Jonathan Milan et Sebastián Molano.

## Résultats

### Classement de l'étape
| \| Classement de l'étape \| Classement de l'étape \| Classement de l'étape \| Classement de l'étape \| Classement de l'étape \| \| Coureur \| Coureur \| Pays \| Équipe \| Temps \| \| --------------------- \| --------------------- \| --------------------- \| -------------------------- \| --------------------- \| \| 1er \| Olav Kooij \| Pays-Bas \| Team Visma \\| Lease a Bike \| 4 h 44 min 22 s \| \| 2e \| Jonathan Milan \| Italie \| Lidl-Trek \| + 0 s \| \| 3e \| Sebastián Molano \| Colombie \| UAE Team Emirates \| + 0 s \| \| 4e \| Alberto Dainese \| Italie \| Tudor Pro Cycling Team \| + 0 s \| \| 5e \| Danny van Poppel \| Pays-Bas \| Bora-Hansgrohe \| + 0 s \| \| 6e \| Madis Mihkels \| Estonie \| Intermarché-Wanty \| + 0 s \| \| 7e \| Kaden Groves \| Australie \| Alpecin-Deceuninck \| + 0 s \| \| 8e \| Andrea Vendrame \| Italie \| Decathlon-AG2R La Mondiale \| + 0 s \| \| 9e \| Davide Ballerini \| Italie \| Astana Qazaqstan Team \| + 0 s \| \| 10e \| Max Kanter \| Allemagne \| Astana Qazaqstan Team \| + 0 s \| |                  |           |                            |                 |
| |                  |           |                            |                 |
| Sources : ProCyclingStats Cycling Quotient |                  |           |                            |                 |
| Classement de l'étape |                  |           |                            |                 |
| Coureur | Coureur          | Pays      | Équipe                     | Temps           |
| 1er | Olav Kooij       | Pays-Bas  | Team Visma \| Lease a Bike | 4 h 44 min 22 s |
| 2e | Jonathan Milan   | Italie    | Lidl-Trek                  | + 0 s           |
| 3e | Sebastián Molano | Colombie  | UAE Team Emirates          | + 0 s           |
| 4e | Alberto Dainese  | Italie    | Tudor Pro Cycling Team     | + 0 s           |
| 5e | Danny van Poppel | Pays-Bas  | Bora-Hansgrohe             | + 0 s           |
| 6e | Madis Mihkels    | Estonie   | Intermarché-Wanty          | + 0 s           |
| 7e | Kaden Groves     | Australie | Alpecin-Deceuninck         | + 0 s           |
| 8e | Andrea Vendrame  | Italie    | Decathlon-AG2R La Mondiale | + 0 s           |
| 9e | Davide Ballerini | Italie    | Astana Qazaqstan Team      | + 0 s           |
| 10e | Max Kanter       | Allemagne | Astana Qazaqstan Team      | + 0 s           |

### Points attribués pour le classement par points
| Sprint intermédiaire Mondragone (km 132,2) | Sprint intermédiaire Mondragone (km 132,2) | Sprint intermédiaire Mondragone (km 132,2) | Sprint intermédiaire Mondragone (km 132,2) | Sprint intermédiaire Mondragone (km 132,2) |
| ------------------------------------------ | ------------------------------------------ | ------------------------------------------ | ------------------------------------------ | ------------------------------------------ |
|                                            | Coureur                                    | Pays                                       | Équipe                                     | Point(s)                                   |
| 1er                                        | Andrea Pietrobon                           | Italie                                     | Polti Kometa                               | 12                                         |
| 2e                                         | Mirco Maestri                              | Italie                                     | Polti Kometa                               | 8                                          |
| 3e                                         | Tim Merlier                                | Belgique                                   | Soudal Quick-Step                          | 6                                          |
| 4e                                         | Olav Kooij                                 | Pays-Bas                                   | Visma-Lease a Bike                         | 5                                          |
| 5e                                         | Jonathan Milan                             | Italie                                     | Lidl-Trek                                  | 4                                          |
| 6e                                         | Kaden Groves                               | Australie                                  | Alpecin-Deceuninck                         | 3                                          |
| 7e                                         | Edward Planckaert                          | Belgique                                   | Alpecin-Deceuninck                         | 2                                          |
| 8e                                         | Simone Consonni                            | Italie                                     | Lidl-Trek                                  | 1                                          |
| modifier                                   |                                            |                                            |                                            |                                            |

| Sprint intermédiaire Giugliano in Campania (km 158,5) | Sprint intermédiaire Giugliano in Campania (km 158,5) | Sprint intermédiaire Giugliano in Campania (km 158,5) | Sprint intermédiaire Giugliano in Campania (km 158,5) | Sprint intermédiaire Giugliano in Campania (km 158,5) |
| ----------------------------------------------------- | ----------------------------------------------------- | ----------------------------------------------------- | ----------------------------------------------------- | ----------------------------------------------------- |
|                                                       | Coureur                                               | Pays                                                  | Équipe                                                | Point(s)                                              |
| 1er                                                   | Mirco Maestri                                         | Italie                                                | Polti Kometa                                          | 12                                                    |
| 2e                                                    | Andrea Pietrobon                                      | Italie                                                | Polti Kometa                                          | 8                                                     |
| 3e                                                    | Kaden Groves                                          | Australie                                             | Alpecin-Deceuninck                                    | 6                                                     |
| 4e                                                    | Tim Merlier                                           | Belgique                                              | Soudal Quick-Step                                     | 5                                                     |
| 5e                                                    | Edward Planckaert                                     | Belgique                                              | Alpecin-Deceuninck                                    | 4                                                     |
| 6e                                                    | Tobias Bayer                                          | Autriche                                              | Alpecin-Deceuninck                                    | 3                                                     |
| 7e                                                    | Bert Van Lerberghe                                    | Belgique                                              | Soudal Quick-Step                                     | 2                                                     |
| 8e                                                    | Timo Kielich                                          | Belgique                                              | Alpecin-Deceuninck                                    | 1                                                     |
| modifier                                              |                                                       |                                                       |                                                       |                                                       |

| \| Arrivée d'étape Naples (km 214) \| Arrivée d'étape Naples (km 214) \| Arrivée d'étape Naples (km 214) \| Arrivée d'étape Naples (km 214) \| Arrivée d'étape Naples (km 214) \| \| ------------------------------- \| ------------------------------- \| ------------------------------- \| ------------------------------- \| ------------------------------- \| \| \| Coureur \| Pays \| Équipe \| Point(s) \| \| 1er \| Olav Kooij \| Pays-Bas \| Visma-Lease a Bike \| 50 \| \| 2e \| Jonathan Milan \| Italie \| Lidl-Trek \| 35 \| \| 3e \| Sebastián Molano \| Colombie \| UAE Team Emirates \| 25 \| \| 4e \| Alberto Dainese \| Italie \| Tudor Pro Cycling Team \| 18 \| \| 5e \| Danny van Poppel \| Pays-Bas \| Bora-Hansgrohe \| 14 \| \| 6e \| Madis Mihkels \| Estonie \| Intermarché-Wanty \| 12 \| \| 7e \| Kaden Groves \| Australie \| Alpecin-Deceuninck \| 10 \| \| 8e \| Andrea Vendrame \| Italie \| Decathlon AG2R La Mondiale \| 8 \| \| 9e \| Davide Ballerini \| Italie \| Astana Qazaqstan \| 7 \| \| 10e \| Max Kanter \| Allemagne \| Astana Qazaqstan \| 6 \| \| 11e \| Jhonatan Narváez \| Équateur \| Ineos Grenadiers \| 5 \| \| 12e \| Caleb Ewan \| Australie \| Jayco AlUla \| 4 \| \| 13e \| Simone Velasco \| Italie \| Astana Qazaqstan \| 3 \| \| 14e \| Hugo Hofstetter \| France \| Israel-Premier Tech \| 2 \| \| 15e \| Luke Lamperti \| États-Unis \| Soudal Quick-Step \| 1 \| \| modifier \| \| \| \| \| |                  |            |                            |          |
| Arrivée d'étape Naples (km 214) |                  |            |                            |          |
| | Coureur          | Pays       | Équipe                     | Point(s) |
| 1er | Olav Kooij       | Pays-Bas   | Visma-Lease a Bike         | 50       |
| 2e | Jonathan Milan   | Italie     | Lidl-Trek                  | 35       |
| 3e | Sebastián Molano | Colombie   | UAE Team Emirates          | 25       |
| 4e | Alberto Dainese  | Italie     | Tudor Pro Cycling Team     | 18       |
| 5e | Danny van Poppel | Pays-Bas   | Bora-Hansgrohe             | 14       |
| 6e | Madis Mihkels    | Estonie    | Intermarché-Wanty          | 12       |
| 7e | Kaden Groves     | Australie  | Alpecin-Deceuninck         | 10       |
| 8e | Andrea Vendrame  | Italie     | Decathlon AG2R La Mondiale | 8        |
| 9e | Davide Ballerini | Italie     | Astana Qazaqstan           | 7        |
| 10e | Max Kanter       | Allemagne  | Astana Qazaqstan           | 6        |
| 11e | Jhonatan Narváez | Équateur   | Ineos Grenadiers           | 5        |
| 12e | Caleb Ewan       | Australie  | Jayco AlUla                | 4        |
| 13e | Simone Velasco   | Italie     | Astana Qazaqstan           | 3        |
| 14e | Hugo Hofstetter  | France     | Israel-Premier Tech        | 2        |
| 15e | Luke Lamperti    | États-Unis | Soudal Quick-Step          | 1        |
| modifier |                  |            |                            |          |

### Points attribués pour le classement du meilleur grimpeur
| \| Monte di Procida (km 178,3) 4e catégorie (4,1 km à 3,1%) \| Monte di Procida (km 178,3) 4e catégorie (4,1 km à 3,1%) \| Monte di Procida (km 178,3) 4e catégorie (4,1 km à 3,1%) \| Monte di Procida (km 178,3) 4e catégorie (4,1 km à 3,1%) \| Monte di Procida (km 178,3) 4e catégorie (4,1 km à 3,1%) \| \| -------------------------------------------------------- \| -------------------------------------------------------- \| -------------------------------------------------------- \| -------------------------------------------------------- \| -------------------------------------------------------- \| \| \| Coureur \| Pays \| Équipe \| Point(s) \| \| 1er \| Andrea Pietrobon \| Italie \| Polti Kometa \| 3 \| \| 2e \| Mirco Maestri \| Italie \| Polti Kometa \| 2 \| \| 3e \| Quinten Hermans \| Belgique \| Alpecin-Deceuninck \| 1 \| \| modifier \| \| \| \| \| |                  |          |                    |          |
| Monte di Procida (km 178,3) 4e catégorie (4,1 km à 3,1%) |                  |          |                    |          |
| | Coureur          | Pays     | Équipe             | Point(s) |
| 1er | Andrea Pietrobon | Italie   | Polti Kometa       | 3        |
| 2e | Mirco Maestri    | Italie   | Polti Kometa       | 2        |
| 3e | Quinten Hermans  | Belgique | Alpecin-Deceuninck | 1        |
| modifier |                  |          |                    |          |

### Points attribués pour le classement des sprints intermédiaires
| Sprint intermédiaire Mondragone (km 132,2) | Sprint intermédiaire Mondragone (km 132,2) | Sprint intermédiaire Mondragone (km 132,2) | Sprint intermédiaire Mondragone (km 132,2) | Sprint intermédiaire Mondragone (km 132,2) |
| ------------------------------------------ | ------------------------------------------ | ------------------------------------------ | ------------------------------------------ | ------------------------------------------ |
|                                            | Coureur                                    | Pays                                       | Équipe                                     | Point(s)                                   |
| 1er                                        | Andrea Pietrobon                           | Italie                                     | Polti Kometa                               | 10                                         |
| 2e                                         | Mirco Maestri                              | Italie                                     | Polti Kometa                               | 6                                          |
| 3e                                         | Tim Merlier                                | Belgique                                   | Soudal Quick-Step                          | 3                                          |
| 4e                                         | Olav Kooij                                 | Pays-Bas                                   | Visma-Lease a Bike                         | 2                                          |
| 5e                                         | Jonathan Milan                             | Italie                                     | Lidl-Trek                                  | 1                                          |
| modifier                                   |                                            |                                            |                                            |                                            |

| Sprint intermédiaire Bacoli (km 181,4) | Sprint intermédiaire Bacoli (km 181,4) | Sprint intermédiaire Bacoli (km 181,4) | Sprint intermédiaire Bacoli (km 181,4) | Sprint intermédiaire Bacoli (km 181,4) |
| -------------------------------------- | -------------------------------------- | -------------------------------------- | -------------------------------------- | -------------------------------------- |
|                                        | Coureur                                | Pays                                   | Équipe                                 | Point(s)                               |
| 1er                                    | Andrea Pietrobon                       | Italie                                 | Polti Kometa                           | 10                                     |
| 2e                                     | Mirco Maestri                          | Italie                                 | Polti Kometa                           | 6                                      |
| 3e                                     | Quinten Hermans                        | Belgique                               | Alpecin-Deceuninck                     | 3                                      |
| 4e                                     | Nicola Conci                           | Italie                                 | Alpecin-Deceuninck                     | 2                                      |
| 5e                                     | Edward Planckaert                      | Belgique                               | Alpecin-Deceuninck                     | 1                                      |
| modifier                               |                                        |                                        |                                        |                                        |

### Bonifications
|   | Coureur          | Pays      | Équipe             | Secondes |
| - | ---------------- | --------- | ------------------ | -------- |
| 1 | Mirco Maestri    | Italie    | Polti Kometa       | 3 s      |
| 2 | Andrea Pietrobon | Italie    | Polti Kometa       | 2 s      |
| 3 | Kaden Groves     | Australie | Alpecin-Deceuninck | 1 s      |

|   | Coureur          | Pays     | Équipe             | Secondes |
| - | ---------------- | -------- | ------------------ | -------- |
| 1 | Andrea Pietrobon | Italie   | Polti Kometa       | 3 s      |
| 2 | Mirco Maestri    | Italie   | Polti Kometa       | 2 s      |
| 3 | Quinten Hermans  | Belgique | Alpecin-Deceuninck | 1 s      |

| \| \| Coureur \| Pays \| Équipe \| Secondes \| \| - \| ---------------- \| -------- \| ------------------ \| -------- \| \| 1 \| Olav Kooij \| Pays-Bas \| Visma-Lease a Bike \| 10 s \| \| 2 \| Jonathan Milan \| Italie \| Lidl-Trek \| 6 s \| \| 3 \| Sebastián Molano \| Colombie \| UAE Team Emirates \| 4 s \| |                  |          |                    |          |
| | Coureur          | Pays     | Équipe             | Secondes |
| 1 | Olav Kooij       | Pays-Bas | Visma-Lease a Bike | 10 s     |
| 2 | Jonathan Milan   | Italie   | Lidl-Trek          | 6 s      |
| 3 | Sebastián Molano | Colombie | UAE Team Emirates  | 4 s      |

## Classements à l'issue de l'étape

### Classement général
| \| Classement général \| Classement général \| Classement général \| Classement général \| Classement général \| \| Coureur \| Coureur \| Pays \| Équipe \| Temps \| \| ------------------ \| ------------------ \| ------------------ \| -------------------------- \| ------------------ \| \| 1er \| Tadej Pogačar \| Slovénie \| UAE Team Emirates \| 32 h 59 min 04 s \| \| 2e \| Daniel Martínez \| Colombie \| Bora-Hansgrohe \| + 2 min 40 s \| \| 3e \| Geraint Thomas \| Royaume-Uni \| Ineos Grenadiers \| + 2 min 58 s \| \| 4e \| Ben O'Connor \| Australie \| Decathlon-AG2R La Mondiale \| + 3 min 39 s \| \| 5e \| Cian Uijtdebroeks \| Belgique \| Team Visma \\| Lease a Bike \| + 4 min 02 s \| \| 6e \| Antonio Tiberi \| Italie \| Bahrain Victorious \| + 4 min 23 s \| \| 7e \| Lorenzo Fortunato \| Italie \| Astana Qazaqstan Team \| + 5 min 15 s \| \| 8e \| Einer Rubio \| Colombie \| Movistar Team \| + 5 min 28 s \| \| 9e \| Thymen Arensman \| Pays-Bas \| Ineos Grenadiers \| + 5 min 30 s \| \| 10e \| Jan Hirt \| Tchéquie \| Soudal Quick-Step \| + 5 min 53 s \| |                   |             |                            |                  |
| |                   |             |                            |                  |
| Sources : ProCyclingStats Cycling Quotient |                   |             |                            |                  |
| Classement général |                   |             |                            |                  |
| Coureur | Coureur           | Pays        | Équipe                     | Temps            |
| 1er | Tadej Pogačar     | Slovénie    | UAE Team Emirates          | 32 h 59 min 04 s |
| 2e | Daniel Martínez   | Colombie    | Bora-Hansgrohe             | + 2 min 40 s     |
| 3e | Geraint Thomas    | Royaume-Uni | Ineos Grenadiers           | + 2 min 58 s     |
| 4e | Ben O'Connor      | Australie   | Decathlon-AG2R La Mondiale | + 3 min 39 s     |
| 5e | Cian Uijtdebroeks | Belgique    | Team Visma \| Lease a Bike | + 4 min 02 s     |
| 6e | Antonio Tiberi    | Italie      | Bahrain Victorious         | + 4 min 23 s     |
| 7e | Lorenzo Fortunato | Italie      | Astana Qazaqstan Team      | + 5 min 15 s     |
| 8e | Einer Rubio       | Colombie    | Movistar Team              | + 5 min 28 s     |
| 9e | Thymen Arensman   | Pays-Bas    | Ineos Grenadiers           | + 5 min 30 s     |
| 10e | Jan Hirt          | Tchéquie    | Soudal Quick-Step          | + 5 min 53 s     |

### Classement par points
| Classement par points | Classement par points | Classement par points | Classement par points         | Classement par points |
| Coureur               | Coureur               | Pays                  | Équipe                        | Points                |
| --------------------- | --------------------- | --------------------- | ----------------------------- | --------------------- |
| 1er                   | Jonathan Milan        | Italie                | Lidl-Trek                     | 174 pts               |
| 2e                    | Kaden Groves          | Australie             | Alpecin-Deceuninck            | 116 pts               |
| 3e                    | Olav Kooij            | Pays-Bas              | Team Visma \| Lease a Bike    | 115 pts               |
| 4e                    | Tim Merlier           | Belgique              | Soudal Quick-Step             | 100 pts               |
| 5e                    | Andrea Pietrobon      | Italie                | Team Polti Kometa             | 68 pts                |
| 6e                    | Tadej Pogačar         | Slovénie              | UAE Team Emirates             | 57 pts                |
| 7e                    | Benjamin Thomas       | France                | Cofidis                       | 56 pts                |
| 8e                    | Filippo Fiorelli      | Italie                | VF Group-Bardiani CSF-Faizanè | 54 pts                |
| 9e                    | Jhonatan Narváez      | Équateur              | Ineos Grenadiers              | 45 pts                |
| 10e                   | Michael Valgren       | Danemark              | EF Education-EasyPost         | 40 pts                |

### Classement de la montagne
| Classement de la montagne | Classement de la montagne | Classement de la montagne | Classement de la montagne     | Classement de la montagne |
| Coureur                   | Coureur                   | Pays                      | Équipe                        | Points                    |
| ------------------------- | ------------------------- | ------------------------- | ----------------------------- | ------------------------- |
| 1er                       | Tadej Pogačar             | Slovénie                  | UAE Team Emirates             | 104 pts                   |
| 2e                        | Daniel Martínez           | Colombie                  | Bora-Hansgrohe                | 52 pts                    |
| 3e                        | Simon Geschke             | Allemagne                 | Cofidis                       | 36 pts                    |
| 4e                        | Lilian Calmejane          | France                    | Intermarché-Wanty             | 32 pts                    |
| 5e                        | Geraint Thomas            | Royaume-Uni               | Ineos Grenadiers              | 22 pts                    |
| 6e                        | Andrea Piccolo            | Italie                    | EF Education-EasyPost         | 18 pts                    |
| 7e                        | Ben O'Connor              | Australie                 | Decathlon-AG2R La Mondiale    | 17 pts                    |
| 8e                        | Georg Steinhauser         | Allemagne                 | EF Education-EasyPost         | 12 pts                    |
| 9e                        | Amanuel Ghebreigzabhier   | Érythrée                  | Lidl-Trek                     | 11 pts                    |
| 10e                       | Filippo Fiorelli          | Italie                    | VF Group-Bardiani CSF-Faizanè | 10 pts                    |

### Classement du meilleur jeune
| Classement du meilleur jeune | Classement du meilleur jeune | Classement du meilleur jeune | Classement du meilleur jeune | Classement du meilleur jeune |
| Coureur                      | Coureur                      | Pays                         | Équipe                       | Temps                        |
| ---------------------------- | ---------------------------- | ---------------------------- | ---------------------------- | ---------------------------- |
| 1er                          | Cian Uijtdebroeks            | Belgique                     | Team Visma \| Lease a Bike   | 33 h 03 min 06 s             |
| 2e                           | Antonio Tiberi               | Italie                       | Bahrain Victorious           | + 21 s                       |
| 3e                           | Thymen Arensman              | Pays-Bas                     | Ineos Grenadiers             | + 1 min 28 s                 |
| 4e                           | Alex Baudin                  | France                       | Decathlon-AG2R La Mondiale   | + 2 min 32 s                 |
| 5e                           | Filippo Zana                 | Italie                       | Team Jayco AlUla             | + 3 min 10 s                 |
| 6e                           | Davide Piganzoli             | Italie                       | Team Polti Kometa            | + 5 min 27 s                 |
| 7e                           | Giovanni Aleotti             | Italie                       | Bora-Hansgrohe               | + 9 min 51 s                 |
| 8e                           | Georg Steinhauser            | Allemagne                    | EF Education-EasyPost        | + 16 min 27 s                |
| 9e                           | Mauri Vansevenant            | Belgique                     | Soudal Quick-Step            | + 17 min 02 s                |
| 10e                          | Valentin Paret-Peintre       | France                       | Decathlon-AG2R La Mondiale   | + 22 min 10 s                |

### Classement par équipes
| Classement par équipes | Classement par équipes        | Classement par équipes | Classement par équipes |
| Équipe                 | Équipe                        | Pays                   | Temps                  |
| ---------------------- | ----------------------------- | ---------------------- | ---------------------- |
| 1re                    | Decathlon-AG2R La Mondiale    | France                 | 99 h 16 min 18 s       |
| 2e                     | Ineos Grenadiers              | Royaume-Uni            | + 1 min 20 s           |
| 3e                     | Astana Qazaqstan Team         | Kazakhstan             | + 9 min 23 s           |
| 4e                     | Bora-Hansgrohe                | Allemagne              | + 16 min 05 s          |
| 5e                     | UAE Team Emirates             | Émirats arabes unis    | + 18 min 06 s          |
| 6e                     | EF Education-EasyPost         | États-Unis             | + 21 min 01 s          |
| 7e                     | VF Group-Bardiani CSF-Faizané | Italie                 | + 21 min 17 s          |
| 8e                     | Bahrain Victorious            | Bahreïn                | + 33 min 51 s          |
| 9e                     | Soudal Quick-Step             | Belgique               | + 34 min 06 s          |
| 10e                    | Movistar Team                 | Espagne                | + 36 min 41 s          |

### Sanctions au classement UCI
| \| Coureur \| Pays \| Équipe \| Points \| \| ------------- \| ---------- \| ----------------- \| ----------- \| \| Luke Lamperti \| États-Unis \| Soudal Quick-Step \| - 25 points \| |            |                   |             |
| Coureur | Pays       | Équipe            | Points      |
| Luke Lamperti | États-Unis | Soudal Quick-Step | - 25 points |

## Abandons
- Alexey Lutsenko (Astana Qazaqstan) : non partant
- Alexander Krieger (Tudor) : abandon